# Saint-Génis-des-Fontaines
Saint-Génis-des-Fontaines – miejscowość i gmina we Francji, w regionie Oksytania, w departamencie Pireneje Wschodnie. Nazwa miejscowości pochodzi od imienia św. Genezjusza.
Według danych na rok 1990 gminę zamieszkiwały 1744 osoby, a gęstość zaludnienia wynosiła 176 osób/km² (wśród 1545 gmin Langwedocji-Roussillon Saint-Génis-des-Fontaines plasuje się na 217. miejscu pod względem liczby ludności, natomiast pod względem powierzchni na miejscu 761.).

## Zabytki
Zabytki na terenie gminy posiadające status monument historique:
- pozostałości klasztoru w opactwie Saint-Génis-des-Fontaines (restes du cloître à Saint-Génis-des-Fontaines)
- kościół św. Michała w opactwie Saint-Génis-des-Fontaines (église Saint-Michel à Saint-Génis-des-Fontaines)
- kościół Sainte-Colombe (Église Sainte-Colombe de Cabanes)

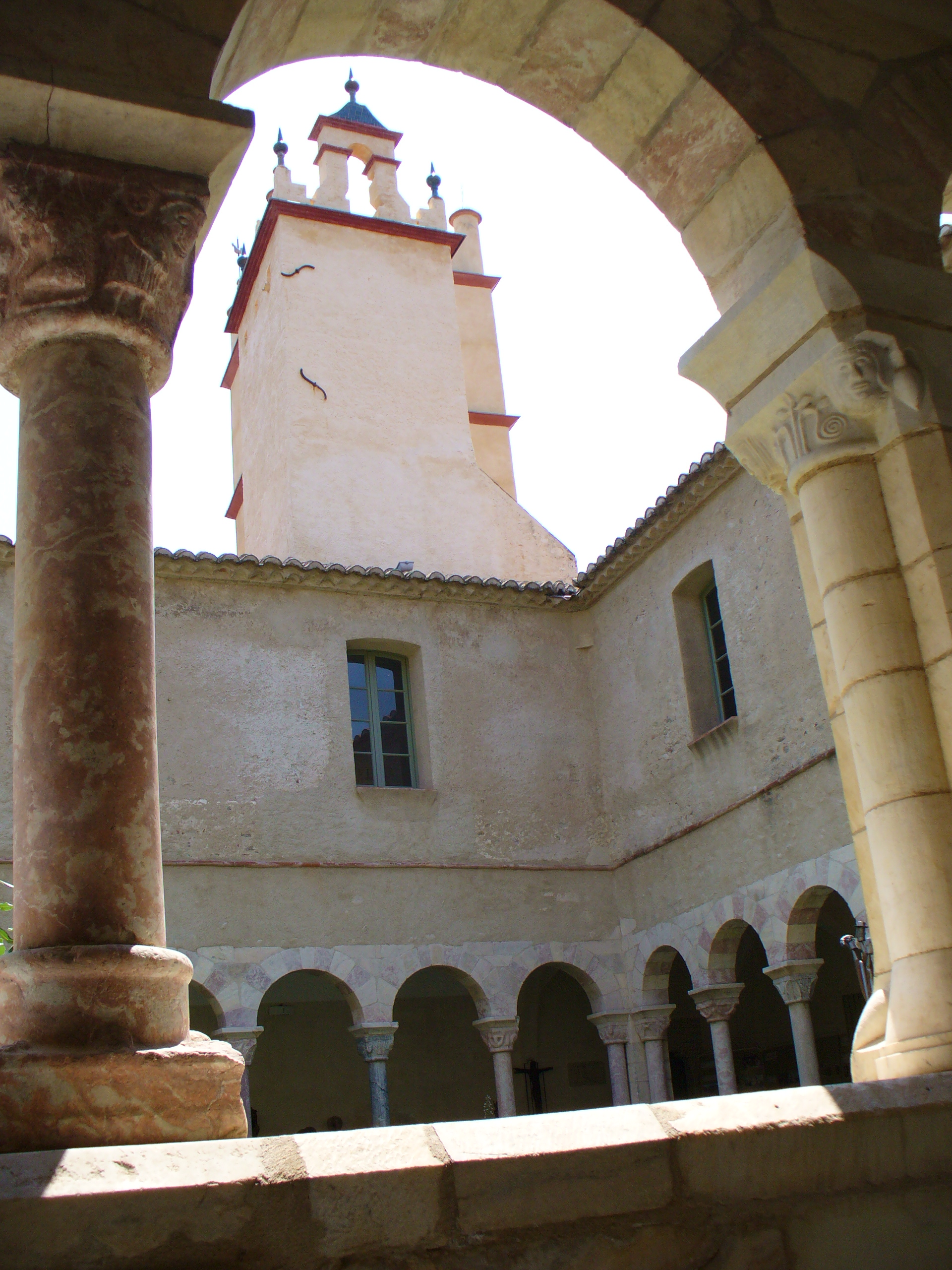
Klasztor w Saint-Génis-des-Fontaines, 2006

## Populacja

Populacja Saint-Génis-des-Fontaines w latach 1962–2008